# الست أصيلة (مسلسل)
الست أصيلة مسلسل دراما مصري من إخراج "سامي محمد علي" وبطولة فيفي عبده، ثريا إبراهيم، كريم الحسيني، إيمان إسماعيل، نهال عنبر، محمد وفيق، أحمد عزمي، أحمد خليل وحنان مطاوع.

## نبذة
يحكي المسلسل قصة كفاح ونضال السيدة "أصيلة" الأرملة البسيطة والفقيرة من أجل تربية ابنائها وتعليمهم بعد رحيل زوجها. ترفض هذه الأرملة أن تعيش على عاتق أسرة مخدوم زوجها الذي مات في حادث سيارة وتقرر أن تكسب مالها بجدها وعرقها وكفاحها، وينطلق قطار الحياة بهذه السيدة الأصيلة وأولادها.

## طاقم العمل
- فيفي عبده بدور أصيلة
- كريم الحسيني بدور مازن
- نهال عنبر بدور سارة
- محمد وفيق بدور فوزي
- أحمد عزمي بدور عمر
- أحمد خليل بدور حسام
- حنان مطاوع بدور سوسن
- زيزي البدراوي بدور نهى
- طارق لطفي بدور خالد